# Cyrtolabulus iranus
Cyrtolabulus iranus är en stekelart som först beskrevs av Giordani Soika 1968.  Cyrtolabulus iranus ingår i släktet Cyrtolabulus och familjen Eumenidae. Inga underarter finns listade i Catalogue of Life.